# Günter Jäniche
Günter Jäniche (* 5. April 1931 in Mittweida; † 30. September 2020 in Berlin) war ein deutscher literarischer Übersetzer.

## Leben
Einschulung in Chemnitz, Abitur in Leipzig. 1951 bis 1956 Dozent für Russisch, danach freiberuflicher Übersetzer Russisch-Deutsch. Seine berühmteste Übersetzung wurde Der Drache von Jewgeni Schwarz. Regisseur Benno Besson drückte 1965 dem damals jungen Mann das russische Original in die Hand und sagte, er solle das Stück in 14 Tagen übersetzen. Es wurde eine legendäre Inszenierung des Deutschen Theaters in Berlin. Sie stand ab März 1965 für 16 Jahre auf dem Spielplan und erlebte 580 Vorstellungen. Für diese Übersetzung wurde er 1969 mit dem Nationalpreises der DDR III. Klasse für Kunst und Literatur geehrt.
Neben Schwarz zählen Werke von Maxim Gorki, Grigorij Gorin, Alexander Ostrowski und Ljudmila Rasumowskaja zu seinen wichtigsten Übersetzungen. Günter Jäniche, der in Berlin lebte und wirkte, konnte noch die jüngsten Inszenierungen seiner Erfolgs-Übersetzung von Jewgeni Schwarz’ Der Drache im Theater an der Parkaue sowie am RambaZamba Theater erleben, ehe er Ende September 2020 in seiner Wohnung in Berlin-Mitte im Alter von 89 Jahren starb.

## Übersetzungen (Auswahl)
- Maxim Gorki: Der Alte
- Maxim Gorki: Barbaren
- Maxim Gorki: Die falsche Münze
- Maxim Gorki: Komische Käuze
- Maxim Gorki: Die Letzten
- Maxim Gorki: Die Sykows
- Maxim Gorki: Wassa Schelesnowa
- Jewgeni Schwarz: Aschenbrödel
- Jewgeni Schwarz: Der Drache
- Jewgeni Schwarz: Das gewöhnliche Wunder
- Jewgeni Schwarz: Der nackte König
- Jewgeni Schwarz: Don Quichote
- Jewgeni Schwarz: Rotkäppchen
- Jewgeni Schwarz: Die verzauberten Brüder
- Jewgeni Schwarz: Zar Wasserwirbel
- Alexander Ostrowski: Gewitter
- Alexander Ostrowski: Ein heißes Herz
- Alexander Ostrowski: Klugsein schützt vor Torheit nicht
- Alexander Ostrowski: Das letzte Opfer
- Alexander Ostrowski: Ohne Schuld schuldig
- Alexander Ostrowski: Späte Liebe
- Alexander Ostrowski: Talente und Verehrer
- Alexander Ostrowski: Der Wald
- Alexander Ostrowski: Wenn Katzen spielen, müssen Mäuse weinen
- Alexander Ostrowski: Wölfe und Schafe